# 内田毅彦
内田 毅彦（うちだ たかひろ、1968年11月1日 - ）は、日本の医師・起業家。サナメディ株式会社代表取締役CEO。内科・循環器科専門医。元米国FDA医療機器審査官。ハーバード公衆衛生大学院修士・ハーバード経営大学院GMP修了。

## 略歴
- 群馬県沼田市出身。実父も医師[2]で、群馬県沼田市で大誠会グループ（総ベッド数407床）を開業。現在は実姉の田中志子が理事長を務めている。

- 日本人として初めてアメリカ食品医薬品局（FDA）にて医療機器審査官を務めた[3]。

- 日本初の本格的医療機器インキュベーション企業としてサナメディ株式会社（旧社名：㈱日本医療機器開発機構）を設立[4]。医療現場での有用性を踏まえた製品開発、臨床試験デザインから海外薬事戦略、海外販売展開の推進まで多岐に渡る豊富な実績を有し、日本初の医療インキュベーション企業として医療機器、健康製品およびサービスなどの事業化支援を手掛けている[5]。

## 人物
幼少の頃から、周囲の奨めもあり漠然と医師を目指すも、高校時代には別の道を考えたこともあり、勉強はあまりやらないタイプだった。大学で臨床実習が本格化し人の生き死に関わるようになって気持ちに変化があり、医師としても一流を目指すようになった。
研修医の頃にEBM（evidence-based medicine, 経験に基づく医療から科学的根拠に基づく医療）の時代が来ることを予見し日本でも臨床研究の重要性が増すだろうと考え、ハーバード公衆衛生大学院に留学、臨床研究の方法論を学んだ。
留学後は同級生の紹介もあり、当時循環器系の医療機器の治験を多く手がけていたHarvard Clinical Research Institute（HCRI、現在のBaim Institute)にリサーチフェローとして入職した。この時の上司だったRichard Kuntzに米国FDAを紹介され、FDAにて日本人医師としては初めて医療機器審査官を務めた。
FDA勤務中に日本の医療機器貿易赤字が当時年間7,000億円にものぼることを知り、日本発の医療機器開発に関わりたいと考えるようになった。そこで、アメリカの医療機器大手メーカーで彼らのオペレーションを学ぼうと考え、2年間のFDA勤務の後、米国大手医療機器メーカーのBoston Scientificに入職した。
Boston Scientific後はシリコンバレーに移り、スタートアップ企業等に対する医療機器開発コンサルティング業を起業し、医療機器のシーズが大企業に買われるまでに育つ過程を複数経験。医療機器開発の「入口」から、審査という「出口」までのノウハウを得る。
2012年9月にサナメディ株式会社（2023年に㈱日本医療機器開発機構から社名を変更）を設立。2013年以降、現在のビジネスモデルを本格的に展開させている。同社は2019年までに総額約37億円の資金調達や、世界30カ国での医療機器の販売に成功している。また同社が出資した企業には、(株)エクスメディオ（2019年にM&Aによりマイナビ社の子会社化）のほか、株式会社P・マインドやシンクサイト株式会社（いずれも経産省J-Startup認定企業）などがあり、出資先企業の累計資金調達額は107億円（2023年現在）を超えている。

## 経歴
- 1994年　福島県立医科大学医学部　卒業[15]
- 1994年　群馬大学第一内科入局[2]
- 1996年　東京女子医科大学 循環器内科入局[2]
- 2002年　ハーバード公衆衛生大学院（米国）　修了　(疫学修士)[16]
- 2002年　ハーバード・クリニカルリサーチ・インスティテュート[17]
- 2003年　医薬品医療機器審査センター(現医薬品医療器総合機構)[2]
- 2003年　日本医師会治験促進センター[2]
- 2005年　米国食品医薬局（FDA）、医療機器・放射線保健センター、循環器医療機器審査部[18]
- 2007年　医学博士取得 (東京女子医科大学)
- 2007年　Boston Scientific Corporation (米国本社) Medical Director[2]
- 2010年　ハーバード経営大学院（米国）  修了 (General Management Program)[2]
- 2011年　Necess Medical社（米国カリフォルニア州）設立[2]
- 2012年　株式会社日本医療機器開発機構（現サナメディ株式会社）設立　代表取締役[2]

## 政策提言
- 「医療のイノベーションを担う ベンチャー企業の振興に関する懇談会」報告書（2016年7月）[19]